# Église Saint-Paul de Venas
Pour les articles homonymes, voir Église Saint-Paul.
L'église Saint-Paul est une église située à Venas, en France.

## Localisation
L'église est située sur la commune de Venas, dans le département français de l'Allier.

## Historique
L'édifice est inscrit au titre des monuments historiques en 1926.